# Negociador
Pour plus de détails, voir Fiche technique et Distribution.
Negociador est un film espagnol réalisé par Borja Cobeaga, sorti en 2014.

## Synopsis
Manu Aranguren est le contact du gouvernement espagnol chargé de négocier avec l'organisation ETA.

## Fiche technique
- Titre : Negociador
- Réalisation : Borja Cobeaga
- Scénario : Borja Cobeaga
- Musique : Aránzazu Calleja
- Photographie : Jon D. Domínguez
- Montage : Carolina Martínez Urbina
- Production : Borja Cobeaga
- Société de production : Canal+ España, Euskal Irrati Telebista, et Sayaka Producciones Audiovisuales
- Pays :  Espagne
- Genre : Comédie dramatique
- Durée : 79 minutes
- Dates de sortie : 
  - Espagne : 22 septembre 2014 (Festival international du film de Saint-Sébastien), 13 mars 2015

## Distribution
- Ramón Barea : Manu Aranguren
- Josean Bengoetxea : Jokin
- Carlos Areces : Patxi González Vázquez
- Melina Matthews : Sophie
- Jons Pappila : James
- María Cruickshank : Fayna
- Santi Ugalde : Nacho
- Gorka Aguinagalde : Javi
- Alejandro Tejerías : Mendoza
- Raúl Arévalo : Rafa
- Óscar Ladoire : Alberto

## Distinctions
Le film a été nommé au Prix Goya du meilleur scénario original.